# Ante Žaja
Ante Žaja (Šibenik, 18. studenog 1941.-), obrambeni nogometaš Hajduka i dužnosnik. Nastupao za NK Šibenik (1957–61) i NK Hajduk (1961–69), s kojim je osvojio jugoslavenski kup (1967).
Za Hajduk odigrao 216 utakmica i postigao 15 pogodaka. Krasila ga je velika borbenost, srčanost i taktičko znanje. Svoju dužnosničku karijeru generalnog tajnika započeo u Hajduku. Od 1975. do 1986. bio je prvi operativac kluba.
Godine 1998. ponovno se vraća u Hajduk i volonterski obavlja posao direktora Hajduka. U upravnome odboru kluba radi od jeseni 2000. Od 1994. do 1998. bio je član poglavarstva Grada Splita zadužen za šport, a predsjednik Splitskoga saveza športova je od 1998. Nagradu za životno djelo HOO-a dobio 2002.
Statistika u Hajduku
| Natjecanje        | Nastupi | Zgoditci |
| ----------------- | ------- | -------- |
| Prvenstvo         | 87      | 5        |
| Kup               | 11      | 2        |
| Superkup          | 0       | 0        |
| Međunarodne       | 6       | 0        |
| Splitski podsavez | 0       | 0        |
| Ukupno            | 104     | 7        |
| Prijateljske      | 112     | 8        |
| Sveukupno         | 216     | 15       |